# اینفانت آنتونیو پاسکوال
اینفانت آنتونیو پاسکوال (انگلیسی: Infante Antonio Pascual of Spain) پسر کارلوس سوم اسپانیا و برادر پادشاه کارلوس چهارم اسپانیا بود.